# Talal Al Amer
Talal Al Amer (arabul: طلال العامر; Kuvaitváros, 1987. február 22. –) kuvaiti labdarúgó, az élvonalbeli Al Qadsia középpályása.

## Pályafutása

### Klubcsapatban
Pályafutása során 2007 és 2018 között a Al Qadsia csapatában játszott, 147 mérkőzésen 6 gólt szerzett. Hat bajnoki címet, 17 kupagyőzelmet és 2014-ben AFC-kupát nyert.

### A válogatottban
2009 és 2015 között 36 alkalommal játszott kuvaiti válogatottban. Részt vett a 2006-os Ázsia-játékokon és két Ázsia-kupán.